# 336 př. n. l.

## Události
- Alexandr Veliký nastupuje na makedonský trůn
- Dareios III. nastupuje na perský trůn

## Úmrtí
- Filip II. Makedonský – zavražděn (na svatební hostině své dcery)
- Arsés – zavražděn

## Hlavy států
- Perská říše – Arsés (338 – 336 př. n. l.) » Dareios III. (336 – 330 př. n. l.)
- Egypt – Arsés (338 – 336 př. n. l.) » Dareios III. (336 – 332 př. n. l.)
- Bosporská říše – Pairisades I. (349 – 311 př. n. l.)
- Kappadokie – Ariarathes I. (350 – 331 př. n. l.)
- Bithýnie – Bas (376 – 326 př. n. l.)
- Sparta – Kleomenés II. (370 – 309 př. n. l.) a Ágis III. (338 – 331 př. n. l.)
- Athény – Phrynichus (337 – 336 př. n. l.) » Pythodilus (336 – 335 př. n. l.)
- Makedonie – Filip II. (359 – 336 př. n. l.) » Alexandr III. Veliký (336 – 323 př. n. l.)
- Epirus – Alexander I. (343 – 330 př. n. l.)
- Římská republika – konzulové L. Papirius Crassus a K. Duillius (336 př. n. l.)
- Syrakusy – vláda oligarchie (337 – 317 př. n. l.)
- Kartágo – Gisco (337 – 330 př. n. l.)
- Numidie – Zelalsen (343 – 274 př. n. l.)